# Karl Kayser (Theologe)
Karl Kayser (* 1. Februar 1843 in Fallersleben; † 16. Mai 1910 in Göttingen) war ein deutscher lutherischer Geistlicher und Kirchenhistoriker.

## Leben und Werdegang
Kayser besuchte ab 1857 das Gymnasium Johanneum in Lüneburg und studierte anschließend ab 1863 Theologie an der Universität Göttingen. Nach bestandener erster theologischer Prüfung wurde er Rektor in Burgdorf. 1869 legte er die zweite theologische Prüfung ab, am 13. April 1870 wurde er in Linden ordiniert. Seine erste Pfarrstelle trat er im Oktober 1871 an der St.-Georgs-Kirche in Wichmannsburg an. 1877 wurde er Pastor an der Lambertikirche in Hildesheim, 1885 Pastor und Superintendent in Osterode am Harz. Ab 1888 war er Mitglied der theologischen Prüfungskommission. 1891 wurde er als Pastor und Superintendent an St. Jacobi nach Göttingen versetzt. 1904 wurde er zum außerordentlichen Mitglied des Landeskonsistoriums ernannt.

## Geschichtsforschung
Verdienste erwarb sich Karl Kayser auch um die Erforschung der niedersächsischen Kirchengeschichte. Für Arbeiten im Vatikanischen Archiv unternahm er 1894 eine Reise nach Italien. Im Jahr darauf gehörte er zu den Mitgründern der Zeitschrift der Gesellschaft für niedersächsische Kirchengeschichte. Die von ihm 1897 herausgegebenen Visitationsprotokolle der Kirchenvisitationen in den welfischen Territorien sind noch immer eine der wichtigsten Quellen zur niedersächsischen Reformationsgeschichte. Für die Gesellschaft für niedersächsische Kirchengeschichte gab er zudem die Reihe "Die hannoverschen Pfarren und Pfarrer seit der Reformation" heraus, ein inspektionsweise gegliedertes Pastorenverzeichnis, das erst in den 1940er Jahren durch die Neubearbeitung der Gesamtausgabe durch Philipp Meyer (Die Pastoren der Landeskirchen Hannovers und Schaumburg Lippes, Göttingen 1941/42) als Standardwerk abgelöst wurde.

## Auszeichnungen
- Dr. theol. der Universität Göttingen (1899)

## Veröffentlichungen
- Chronik des im hannoverschen Amte Medingen belegenen Kirchspiels Wichmannsburg. Hannover 1878, Neudruck als Pastor Karl Kayser und seine Chronik des Kirchspiels Wichmannsburg. Norderstedt 2006
- Der Kampf um die Kirche zu Hottenrode 1597-1616. Ein Beitrag zur hannoverschen Kirchengeschichte. Göttingen 1894
- Die reformatorischen Kirchenvisitationen in den welfischen Landen 1542 - 1544. Instructionen, Protokolle, Abschiede und Berichte der Reformatoren. Göttingen 1897

## Archiv
- Nachlass im Landeskirchlichen Archiv Hannover (Bestand N 3)

| Personendaten    | Personendaten                                            |
| ---------------- | -------------------------------------------------------- |
| NAME             | Kayser, Karl                                             |
| KURZBESCHREIBUNG | deutscher lutherischer Geistlicher und Kirchenhistoriker |
| GEBURTSDATUM     | 1. Februar 1843                                          |
| GEBURTSORT       | Fallersleben                                             |
| STERBEDATUM      | 16. Mai 1910                                             |
| STERBEORT        | Göttingen                                                |